# Trophée des champions 2007
Navigation
Lyon 2006 Bordeaux 2008
L'édition 2007 du Trophée des champions est la 31e édition du Trophée des champions. Le match oppose l'Olympique lyonnais, champion de France 2006-2007 au Football Club Sochaux-Montbéliard, vainqueur de la Coupe de France 2006-2007. 
Le match arbitré par Sandryk Biton se déroule le 28 juillet 2007 au stade de Gerland à Lyon. Le FC Sochaux ouvre le score à la treizième but, grâce à un but du Slovène Valter Birsa. Sidney Govou égalise à la vingt-et-unième minute avant que le défenseur brésilien Cris donne un avantage définitif aux Lyonnais peu avant la fin de la première période. L'Olympique lyonnais emporte ainsi son sixième Trophée des champions consécutif. Sidney Govou est élu homme du match.

## Feuille de match
Les règles du match sont les suivantes : la durée de la rencontre est de 90 minutes. S'il y a toujours match nul, une séance de tirs au but est réalisée. Trois remplacements sont autorisés pour chaque équipe.
| 28 juillet 2007 | Olympique lyonnais   | 2-1   | FC Sochaux-Montbéliard | Stade de Gerland                               |                                                |
| 17:50 (UTC+2)   | Govou 21e · Cris 43e | (2-1) | 13e Birsa              | Spectateurs : 30 413 Arbitrage : Sandryk Biton | Spectateurs : 30 413 Arbitrage : Sandryk Biton |
| 17:50 (UTC+2)   | Rapport              |       |                        | Spectateurs : 30 413 Arbitrage : Sandryk Biton | Spectateurs : 30 413 Arbitrage : Sandryk Biton |

| Olympique lyonnais |  | FC Sochaux-Montbéliard |

| Gardien de but | 1  | Grégory Coupet     |     |     |
|                | 20 | Anthony Réveillère |     |     |
|                | 3  | Cris               |     |     |
|                | 4  | Patrick Müller     |     |     |
|                | 2  | François Clerc     |     | 81e |
|                | 6  | Kim Källström      |     |     |
|                | 28 | Jérémy Toulalan    | 69e |     |
|                | 14 | Sidney Govou       |     |     |
|                | 23 | Kader Keita        |     | 67e |
|                | 7  | Milan Baroš        |     | 67e |
|                | 10 | Karim Benzema      |     |     |
| Remplaçants :  |    |                    |     |     |
|                | 30 | Rémy Vercoutre     |     |     |
|                | 11 | Fabio Grosso       |     | 81e |
|                | 32 | Sandy Paillot      |     |     |
|                | 5  | Mathieu Bodmer     |     | 67e |
|                | 18 | Hatem Ben Arfa     |     | 67e |
|                | 26 | Fábio Santos       |     |     |
|                | 12 | Loïc Rémy          |     |     |
| Entraîneur :   |    |                    |     |     |
| Alain Perrin   |    |                    |     |     |

| Gardien de but | 16 | Teddy Richert    |     |     |
|                | 14 | Bojan Jokić      | 69e |     |
|                | 23 | Hakim El Bounadi |     |     |
|                | 2  | Rabiu Afolabi    |     |     |
|                | 28 | Stéphane Pichot  |     |     |
|                | 20 | Valter Birsa     |     | 52e |
|                | 7  | Romain Pitau     |     |     |
|                | 19 | Badara Sène      | 55e | 73e |
|                | 12 | Michaël Isabey   |     |     |
|                | 37 | Stéphane Dalmat  |     | 85e |
|                | 4  | Sébastien Grax   |     |     |
| Remplaçants :  |    |                  |     |     |
|                | 30 | Matthieu Dreyer  |     |     |
|                | 34 | Maxime Josse     |     |     |
|                | 29 | Vincent Nogueira |     |     |
|                | 10 | Alvaro Santos    |     | 85e |
|                | 11 | Julien Quercia   |     | 73e |
|                | 26 | Mevlüt Erding    | 57e | 52e |
| Entraîneur :   |    |                  |     |     |
| Frédéric Hantz |    |                  |     |     |